# 幸せな食卓
『幸せな食卓』（しあわせなしょくたく）は、遠藤淑子による日本の漫画作品。2005年に『Silky』増刊号（『Silky Special』、白泉社）にて連載された。全6話。単行本は同社のジェッツコミックスより刊行された（全1巻）。

## あらすじ
大潮千波は売れない演歌歌手で、3人のワケありの子供の母親。騙されやすい性格のため貧乏な暮らしではあるが、持ち前の明るさと家族の絆で乗り切っていく。

## 主な登場人物
登場人物の一部は実在の演歌歌手の名前を元ネタとしている。

### 大田家
大田千波（おおたちなみ）/大潮千波（おおしおちなみ）
この作品の主人公。「大潮千波」は芸名。売れない演歌歌手。
デビュー当初はアイドル歌手でそこそこ売れてもいたが、アイドル路線に見切りをつけ演歌歌手に転向。だが「性格が明るすぎるため演歌には向いていない」と子供に評されるほど売れていない。だが、それでも歌手を続けていることは子供達の誇りにもなっている。
アルコールに弱く、熱燗からの蒸発したアルコール分やお菓子に使われた洋酒でも酔っぱらうほど。酔っぱらうと気が大きくなり、借金の保証人に自分からなったり騙されたりして借金を抱えてしまう。
晋（しん）
大田家の長男。中学2年生（物語途中で3年生に進級）。千波の実子ではなく、千波が結婚する予定だった男性の子供。だが、父親は結婚式の日にご祝儀を持ち逃げして行方をくらました。その後は千波が育てている。
料理が得意で、家庭内でも調理担当。節約メニューを工夫するのが趣味。なぜかアンコウの吊るし切りまで出来る。
名前の元ネタは香田晋。
悠里（ゆり）
大田家の長女。小学3年生（物語途中で4年生に進級）。子供達の中で唯一の千波の実子。
将来は類人猿を対象とした比較認知科学を勉強するのが夢。
名前の元ネタは原田悠里。
譲二（じょうじ）
大田家の次男。5歳（物語途中で小学校に入学）。千波の実子ではなく、千波の兄・進一の子。進一夫婦が離婚した後、進一が引き取ったものの育児放棄していたため千波が引き取った。
名前の元ネタは山本譲二。
史朗（しろう）
千波の夫で悠里の父親。宮岡史朗（みやおかしろう）のペンネームで活動する作家であり、過去に「泡川賞」（あぶくがわしょう）を史上最年少で受賞している。
千波とは千波が晋の父親に逃げられてからの付き合いで、その後千波が悠里を妊娠したため結婚することになったが、入籍はしたものの次々と新しい恋人を作り、破局しては千波のもとに帰ってくるという生活を続けている。

### その他
北島一郎（きたじまいちろう）
千波のマネージャー。以前千波が在籍していたアンドロメダレコードの会長の孫。現場がやりたいと言って独立するが、共同経営者に騙され金を持ち逃げされる。一旦はアンドロメダレコードに戻る意向を固めていたが、酔った千波の説得により事務所を続けることに。
進一（しんいち）
千波の兄で、譲二の実の父親。妻（譲二の実の母親）に逃げられ、復縁のために譲二をダシにしようとしたが失敗。その後育児を放棄したため、千波に縁を切られる。その後、借金の取り立て人として千波たちと再会。
山本大（やまもとだい）
悠里と同じ学校に通う小学生。父親はプロデューサー、母親は女優だが、父親は家を出ており母親は仕事で多忙なため家を留守にしがちなため、寂しい想いをしている。
ブタクサの花粉症で困っているところを悠里に助けてもらって知り合い、家に空き巣が入った時に助けてもらったことをきっかけに悠里に好意を抱くようになる。

## 「退引町」シリーズとの関係
作中では千波が退引町商店街のカラオケ大会でゲスト審査員を務める、退引町のローカルラジオ局に自分の持ち歌をリクエストする、といった場面があり、「退引町シリーズ」の舞台となった退引町、あるいはその周辺を舞台にしていると考えられる。ただし退引町シリーズのキャラクターは登場しない。